# Emerald Princess
Emerald Princess è una nave da crociera della compagnia di navigazione Princess Cruises.

## Storia

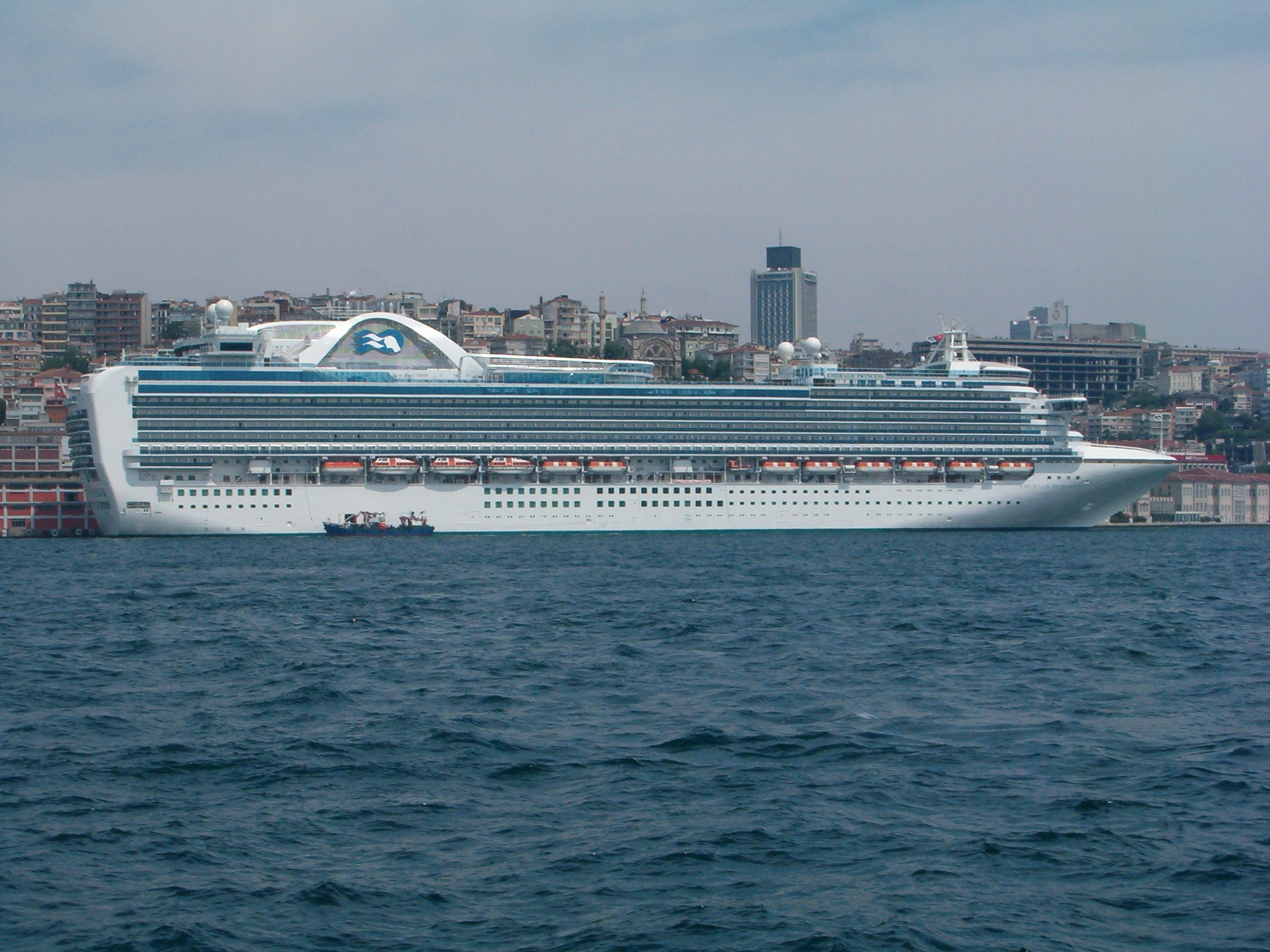
Emerald Princess a Istanbul con la vecchia livrea.

La nave appartiene alla classe Grand (sottoclasse Crown), è stata costruita presso il cantiere navale di Monfalcone da Fincantieri ed è entrata in servizio nel 2007. 
Nel 2012 e nel 2015 la nave è stata sottoposta ad ammodernamenti in bacino di carenaggio.

## Navi gemelle
- Crown Princess
- Ruby Princess